# Mercuer
Mercuer [mɛʁkɥe] est une commune française située dans le département de l'Ardèche, en région Auvergne-Rhône-Alpes.
Ses habitants sont appelés les Mercuerois et les Mercueroises.

## Géographie

### Situation et description
Mercuer est une petite commune rurale, situé dans la partie méridionale de l'Ardèche, non loin de l'agglomération d'Aubenas. Elle est d'ailleurs rattachée à la communauté de communes du Bassin d'Aubenas.

### Communes limitrophes
Mercuer est limitrophe de cinq communes, toutes situées dans le département de l'Ardèche et réparties géographiquement de la manière suivante :

### Climat
Pour des articles plus généraux, voir Climat d'Auvergne-Rhône-Alpes et Climat de l'Ardèche.
En 2010, le climat de la commune est de type climat méditerranéen altéré, selon une étude du CNRS s'appuyant sur une série de données couvrant la période 1971-2000. En 2020, Météo-France publie une typologie des climats de la France métropolitaine dans laquelle la commune est exposée à un climat de montagne ou de marges de montagne et est dans une zone de transition entre les régions climatiques « Provence, Languedoc-Roussillon » et « Sud-est du Massif Central ».
Pour la période 1971-2000, la température annuelle moyenne est de 12,2 °C, avec une amplitude thermique annuelle de 17,3 °C. Le cumul annuel moyen de précipitations est de 1 128 mm, avec 7,6 jours de précipitations en janvier et 4,7 jours en juillet. Pour la période 1991-2020, la température moyenne annuelle observée sur la station météorologique de Météo-France la plus proche, « Aubenas Sa », sur la commune d'Aubenas à 3 km à vol d'oiseau, est de 13,8 °C et le cumul annuel moyen de précipitations est de 1 061,4 mm,. Pour l'avenir, les paramètres climatiques de la commune estimés pour 2050 selon différents scénarios d'émission de gaz à effet de serre sont consultables sur un site dédié publié par Météo-France en novembre 2022.

### Hydrographie
Le ruisseau de Mercouare prend sa source sur la commune et la traverse avant de se jeter dans l'Ardèche à Aubenas.

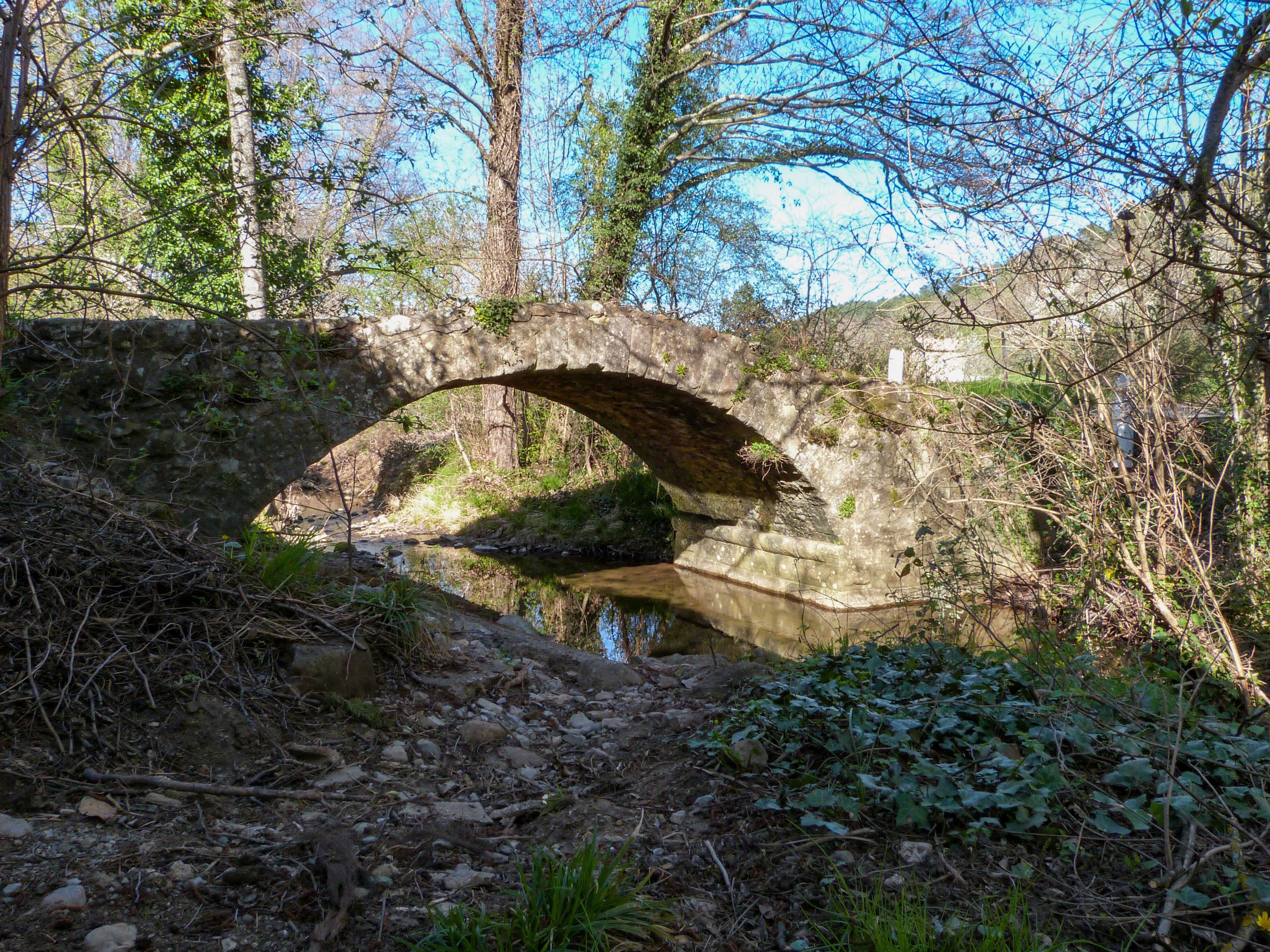
Le Mercouare sous un pont romain.

### Voies de communication
L'extrémité septentrionale de Mercuer est traversé par la route nationale 102 (RN 102) qui relie Montélimar, à l'agglomération de Le Puy-en-Velay

## Urbanisme

### Typologie
Au 1er janvier 2024, Mercuer est catégorisée commune rurale à habitat dispersé, selon la nouvelle grille communale de densité à 7 niveaux définie par l'Insee en 2022.
Elle appartient à l'unité urbaine d'Aubenas, une agglomération intra-départementale dont elle est une commune de la banlieue,. Par ailleurs la commune fait partie de l'aire d'attraction d'Aubenas, dont elle est une commune de la couronne,. Cette aire, qui regroupe 68 communes, est catégorisée dans les aires de 50 000 à moins de 200 000 habitants,.

### Occupation des sols
L'occupation des sols de la commune, telle qu'elle ressort de la base de données européenne d’occupation biophysique des sols Corine Land Cover (CLC), est marquée par l'importance des forêts et milieux semi-naturels (66,9 % en 2018), en diminution par rapport à 1990 (69,2 %). La répartition détaillée en 2018 est la suivante : forêts (66,6 %), zones urbanisées (19,9 %), zones agricoles hétérogènes (8,9 %), prairies (4,3 %), milieux à végétation arbustive et/ou herbacée (0,3 %).
L'évolution de l’occupation des sols de la commune et de ses infrastructures peut être observée sur les différentes représentations cartographiques du territoire : la carte de Cassini (XVIIIe siècle), la carte d'état-major (1820-1866) et les cartes ou photos aériennes de l'IGN pour la période actuelle (1950 à aujourd'hui).

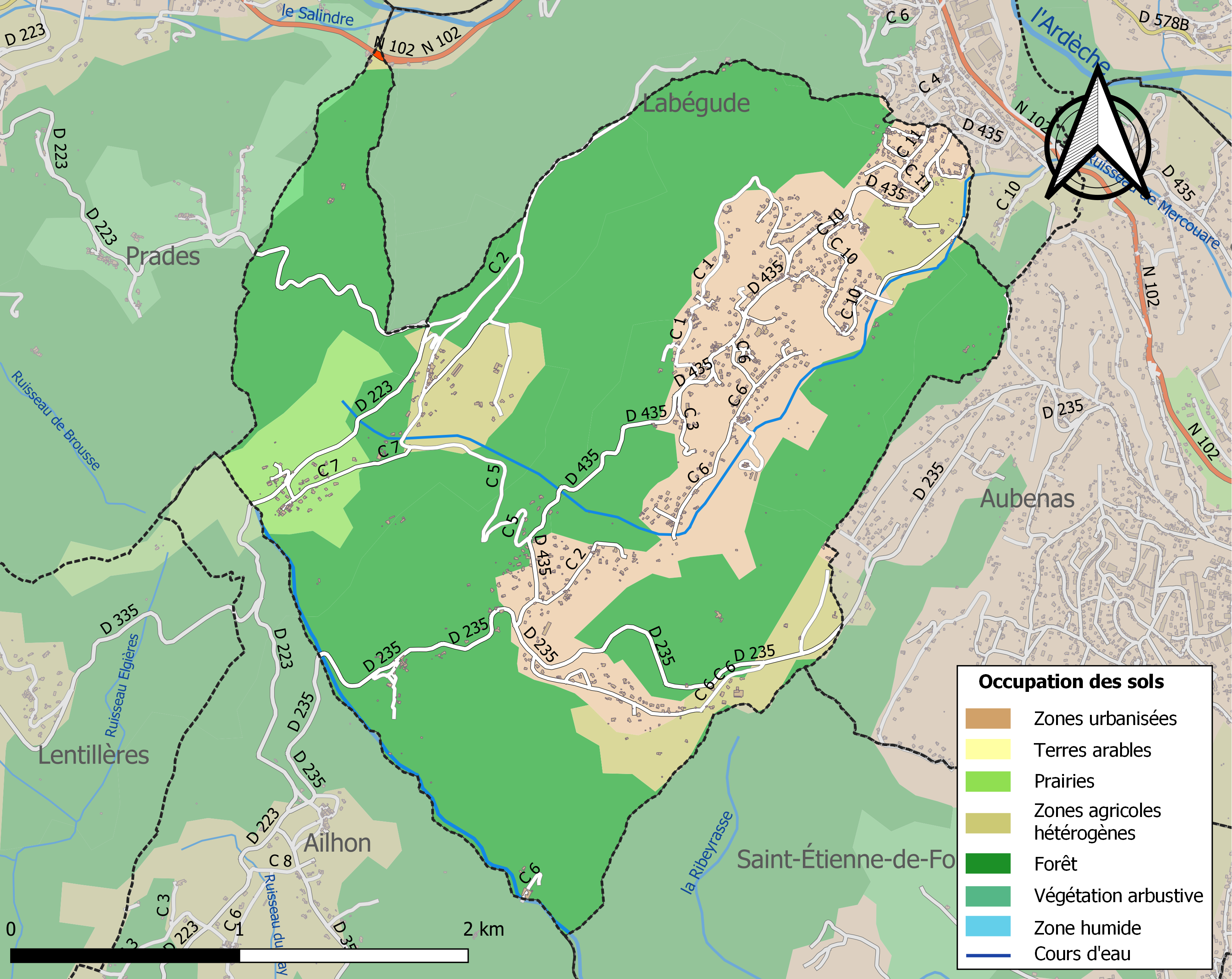
Carte des infrastructures et de l'occupation des sols de la commune en 2018 (CLC).

## Politique et administration

### Liste des maires
| Période                                  | Période                   | Identité            | Étiquette | Qualité |
| ---------------------------------------- | ------------------------- | ------------------- | --------- | ------- |
| Les données manquantes sont à compléter. |                           |                     |           |         |
| avant 1988                               | ?                         | Jean-François Croze |           |         |
| mars 2014                                | En cours (au 6 août 2020) | Didier Beral,       | DVG       | Employé |

## Population et société

### Démographie
Les habitants de la commune sont appelés les Mercuerois et les Mercueroises.
L'évolution du nombre d'habitants est connue à travers les recensements de la population effectués dans la commune depuis 1793. Pour les communes de moins de 10 000 habitants, une enquête de recensement portant sur toute la population est réalisée tous les cinq ans, les populations de référence des années intermédiaires étant quant à elles estimées par interpolation ou extrapolation. Pour la commune, le premier recensement exhaustif entrant dans le cadre du nouveau dispositif a été réalisé en 2006.

En 2022, la commune comptait 1 315 habitants, en évolution de +8,68 % par rapport à 2016 (Ardèche : +2,48 %, France hors Mayotte : +2,11 %).
| 1793 | 1800 | 1806 | 1821  | 1831  | 1836 | 1841 | 1846 | 1851 |
| ---- | ---- | ---- | ----- | ----- | ---- | ---- | ---- | ---- |
| 735  | 839  | 894  | 1 112 | 1 406 | 647  | 639  | 603  | 586  |

| 1856 | 1861 | 1866 | 1872 | 1876 | 1881 | 1886 | 1891 | 1896 |
| ---- | ---- | ---- | ---- | ---- | ---- | ---- | ---- | ---- |
| 574  | 601  | 525  | 501  | 512  | 504  | 522  | 519  | 503  |

| 1901 | 1906 | 1911 | 1921 | 1926 | 1931 | 1936 | 1946 | 1954 |
| ---- | ---- | ---- | ---- | ---- | ---- | ---- | ---- | ---- |
| 484  | 422  | 432  | 450  | 446  | 423  | 400  | 370  | 371  |

| 1962 | 1968 | 1975 | 1982 | 1990 | 1999  | 2006  | 2011  | 2016  |
| ---- | ---- | ---- | ---- | ---- | ----- | ----- | ----- | ----- |
| 383  | 432  | 564  | 695  | 938  | 1 010 | 1 142 | 1 154 | 1 210 |

| 2021  | 2022  | - | - | - | - | - | - | - |
| ----- | ----- | - | - | - | - | - | - | - |
| 1 280 | 1 315 | - | - | - | - | - | - | - |

### Enseignement
La commune est rattachée à l'académie de Grenoble.
L'école de Mercuer accueillait 91 élèves sur l'année scolaire 2021-2022.

### Cultes

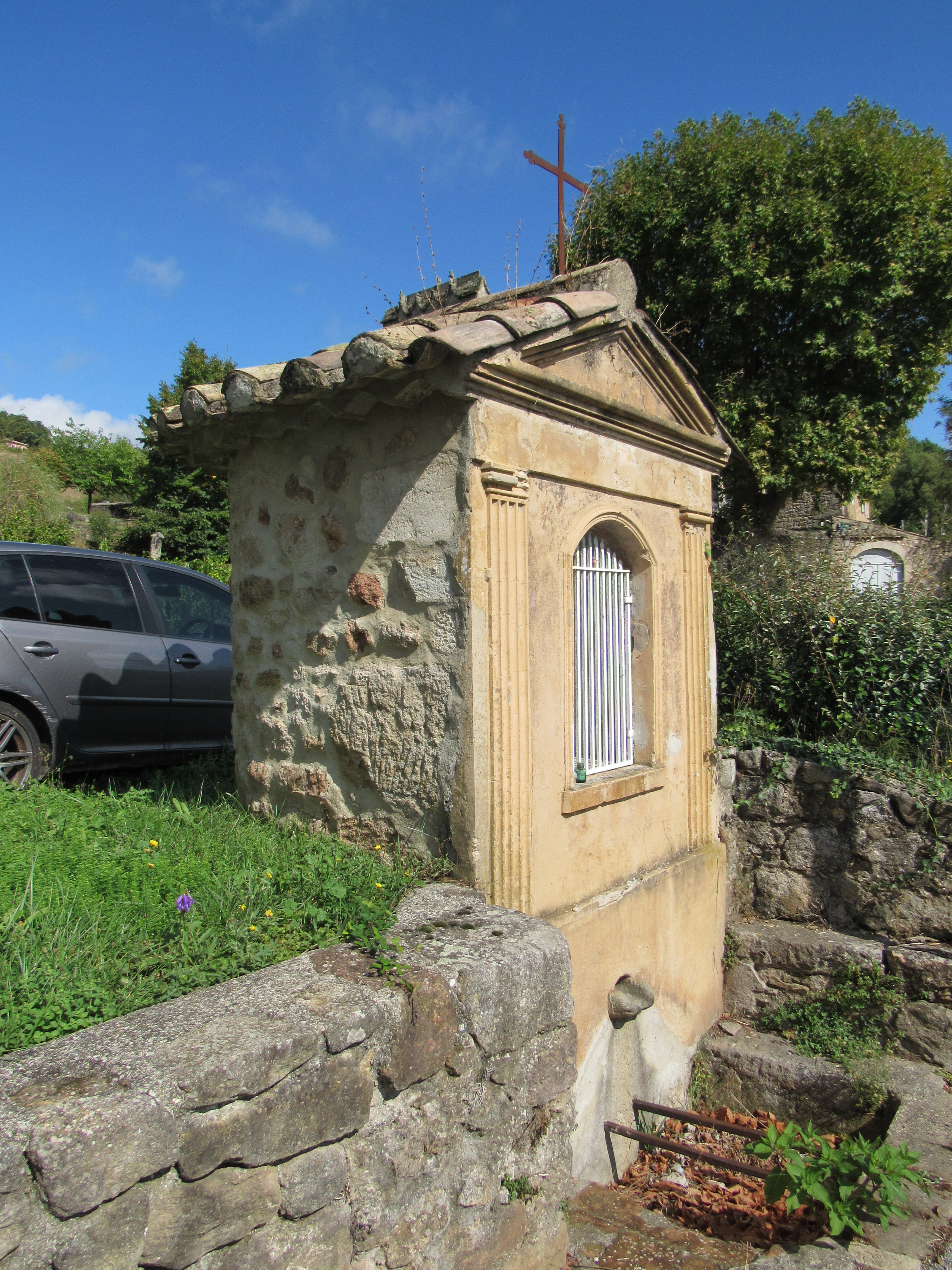
Oratoire Saint-Loup.

La communauté catholique et l'église paroissiale (propriété de la commune) de Mercuer sont rattachées à la paroisse Saint Roch en Pays de Vals qui, elle-même, dépend du diocèse de Viviers.

### Médias
La commune est située dans la zone de distribution de deux organes de la presse écrite :
- L'Hebdo de l'Ardèche

Il s'agit d'un journal hebdomadaire français basé à Valence et diffusé à Privas depuis 1999. Il couvre l'actualité de tout le département de l'Ardèche.
- Le Dauphiné libéré

Il s'agit d'un journal quotidien de la presse écrite française régionale distribué dans la plupart des départements de l'ancienne région Rhône-Alpes, notamment l'Ardèche. La commune est située dans la zone d'édition d'Aubenas.

## Culture locale et patrimoine

### Lieux et monuments
- Église Saint-Loup de Mercuer

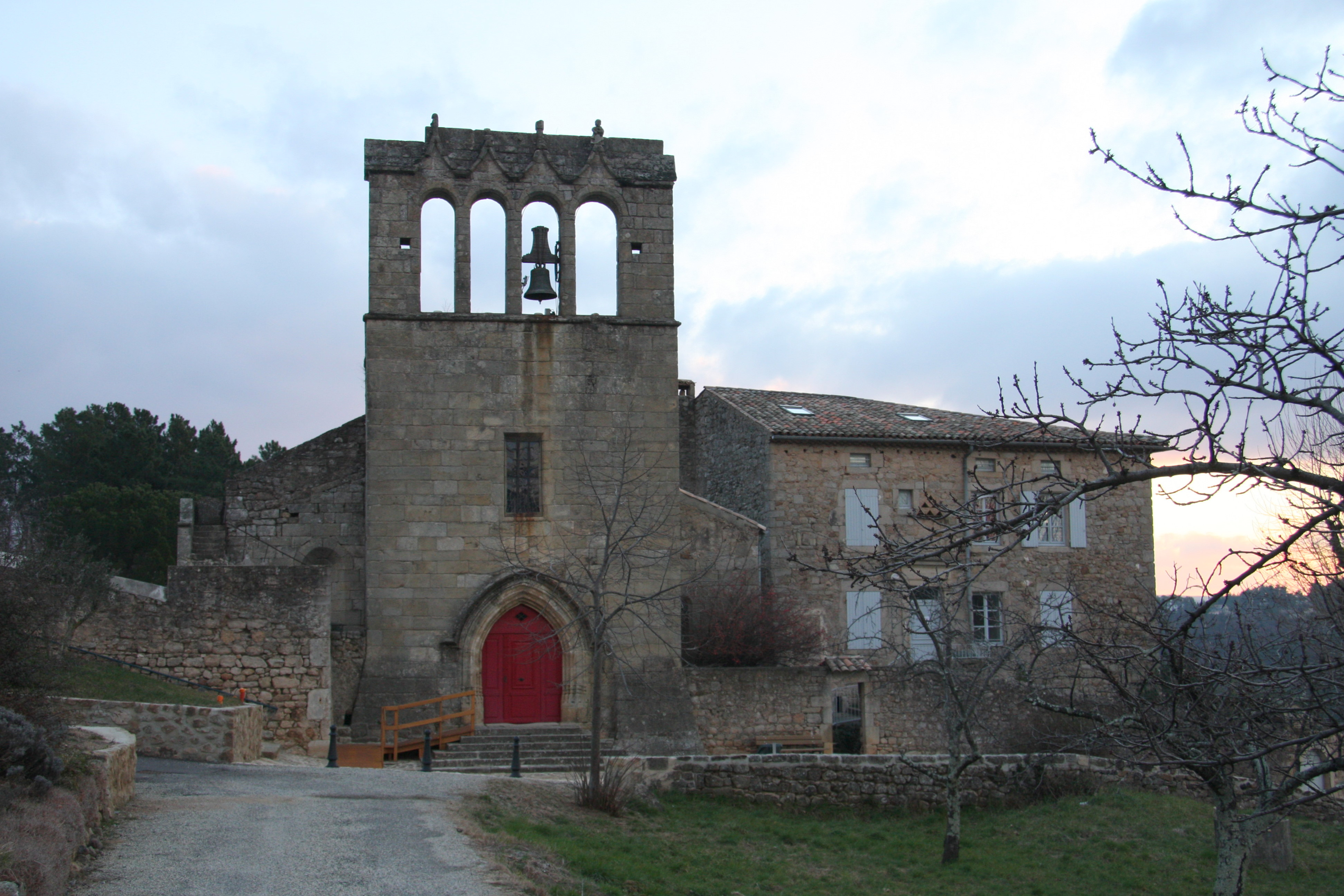
Façade de l'église romane.
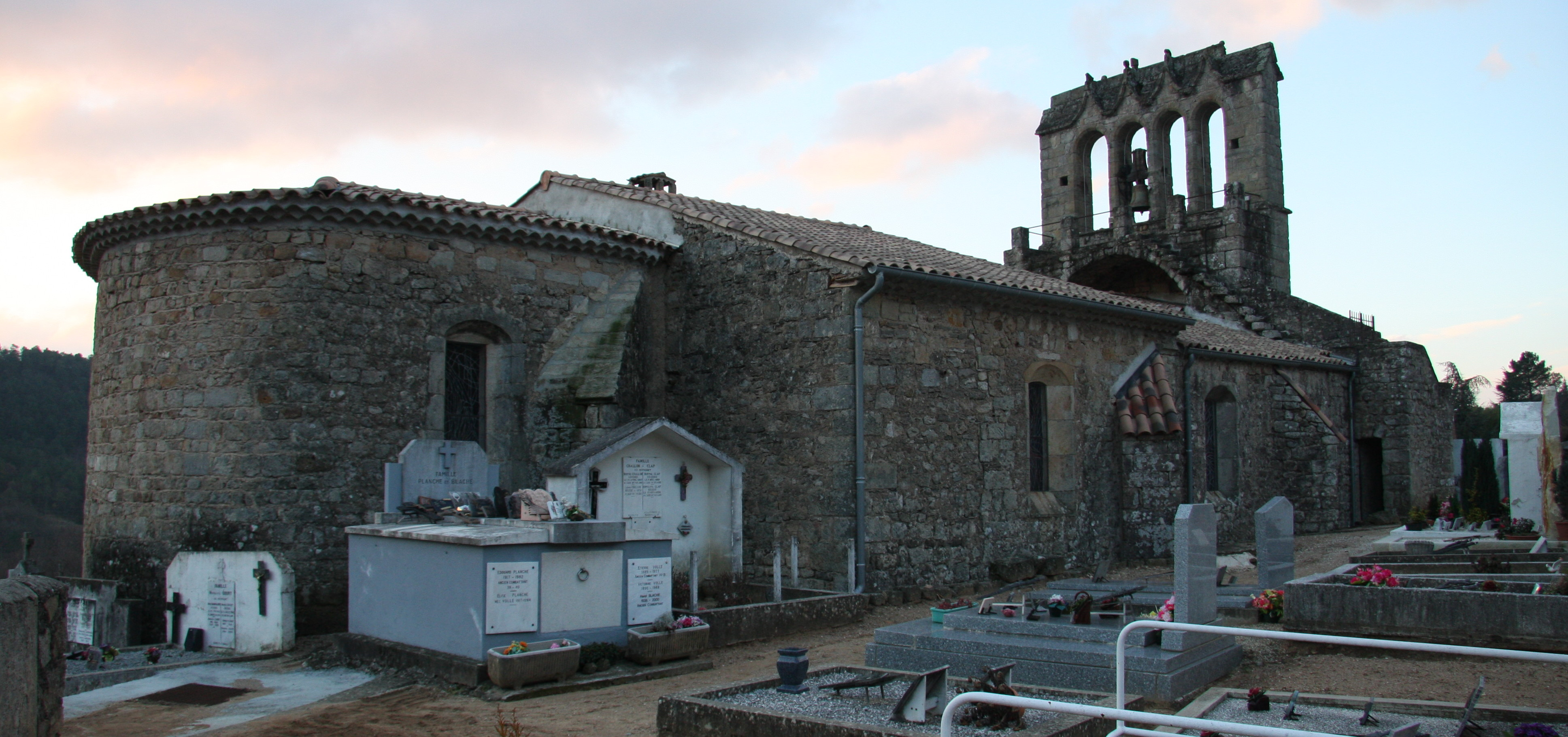
Vue de l'église depuis le cimetière.
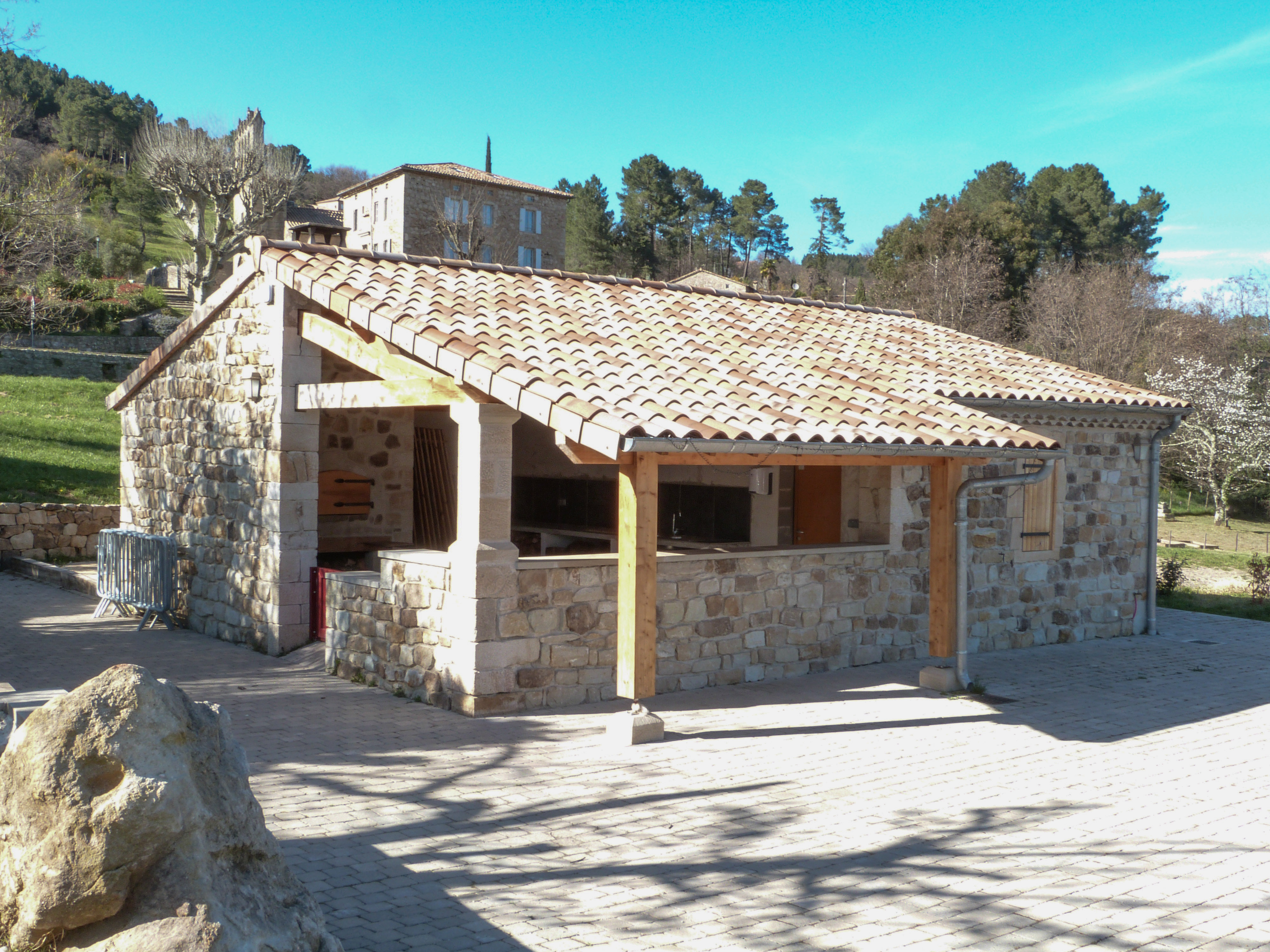
Four communal.

### Personnalités liées à la commune
- Joachim Chastanier de Burac, né à Mercuer[24].

### Héraldique
|  | Mercuer possède des armoiries dont l'origine et le blasonnement exact ne sont pas disponibles. |